# Varme i landbruget
|  | Denne artikel er oprettet af botten PalnaBot ud fra en ekstern database. Den kan derfor have sproglige fejl eller mangler. Denne skabelon kan fjernes efter kontrol af indholdet. |

Varme i landbruget er en dokumentarfilm instrueret af Gunnar Sneum efter manuskript af Gunnar Sneum.